# Cotobade
Cotobade var en tidigare kommun i Spanien.   Den låg i provinsen  Pontevedra och regionen Galicien, i den nordvästra delen av landet, 500 km nordväst om huvudstaden Madrid. Antalet invånare var 4 394. Arean var 135 kvadratkilometer.
År 2016 fusionerades den med Cerdedo till kommunen Cerdedo-Cotobade.